# Pârâu Negrei, Suceava
Pârâu Negrei este un sat în comuna Breaza din județul Suceava, Bucovina, România.
 Acest articol despre o localitate din județul Suceava este deocamdată un ciot. Puteți ajuta Wikipedia prin completarea lui.